# Studenci (Teslić)
Studenci (szerbül: Студенци), település Bosznia-Hercegovinában, a Szerb Köztársaságban, Teslić községben.

## Fekvése
A település Bosznia-Hercegovina középső részének északi szélén, Dobojtól légvonalban 25, közúton 33 km-re délnyugatra, községközpontjától légvonalban 6, közúton 7 km-re délre, a Borja-hegység keleti, és a Kondžilo-hegy északi lejtőin, valamint a Velika Usora bal partján, 233-500 méteres magasságban található. A helyi közösséget Pranjići, Mršići, Ereizi, Čančari, Luščići, Blatnjaci falvak alkotják. Studenci az Usora-folyó középső folyásánál található, amely az Oćauš-hegység alatt ered, átfolyik Teslićen, mielőtt Doboj közelében a Bosznába ömlik. Az Usora folyó és mellékfolyói körüli területet egyszerűen Usorának nevezik.

## Népessége
| Nemzetiségi csoport | Népesség 1991 | Népesség 2013 |
| ------------------- | ------------- | ------------- |
| Szerb               | 23            | 31            |
| Bosnyák             | 2             | 0             |
| Horvát              | 905           | 46            |
| Jugoszláv           | 14            | 0             |
| Egyéb               | 12            | 0             |
| Összesen            | 956           | 77            |

## Története
A falu története szorosan kapcsolódik más horvát településekhez: Crni Rijeka, Slatina és Komušina. Együtt alkották egykor a középkori Kuzmadanj katolikus plébániáját (a plébánia központja az akkori Studenac területén volt). 1881-ben Komušina plébániáját három plébániára osztották: Bežlja, Komušina Donja és Komušina Gornja. Studenci és a környező falvak a bežljai plébániához tartoznak. A szomszédos Komušina ma a Felső-Boszniai érsekség legnagyobb Mária-szentélyeként ismert.
A kuzmadanji plébánia első említése a kolostorok és plébániák 1623-as jegyzékében található, amelyet Bazilije Pandžić szerzetes tett közzé. A plébániát ekkor a Kraljeva Sutjeska kolostor plébániájaként emlegették. Egy másik, 1655-ös jelentésben, amelyet Maravić püspök küldött Rómába, megemlítik, hogy Kuzmadanj a Sutješća kolostor korzetében található. 1675-ös jelentésében Nikola Olovčić-Ogramić püspök is azt írja, hogy személyesen járt Kuzmadanjban. 1637-től megvan a kuzmadanji, majd komušinai szolgálatában álló papok és lelkészek névsora is. A plébániát 1900-ig ferences atyák, majd egyházmegyei papok irányították.
A horvát lakosságú település 1878-ig tartozott az Oszmán Birodalomhoz, ekkor a berlini kongresszus határozata alapján az Osztrák-Magyar Monarchia része lett. 1879-ben az első osztrák-magyar népszámlálás során a Tešanji járáshoz és Komušina községhez tartozó településnek 11 háztartása és 87 horvát lakosa volt. 1910-ben a Tesanji járáshoz tartozó településen 25 háztartást és 195 római katolikus lakost találtak. A monarchia szétesésével 1918-ban előbb a Szerb-Horvát-Szlovén Királyság, majd 1929-től a Jugoszláv Királyság része lett. 1921-ben Studenci községnek 168 lakosa volt, mind római katolikus horvátok. Az 1929-es törvény értelmében, amikor Bosznia-Hercegovinát négy banovinára, Drinskára, Vrbaskára, Zetskára és Primorskára osztották, a település a Vrbaska banovina része lett, amelynek székhelye Banja Luka volt. 
Jugoszlávia megszállása után a Független Horvát Állam (NDH) része lett. A második világháború után 1992-ig a település a szocialista Jugoszlávia keretében a Bosznia-Hercegovinai Népköztársaság része volt. A boszniai háborúban Studenci is teljesen elpusztult. A daytoni egyezmény aláírása után a település Teslić község részeként a Szerb Köztársaság területéhez került.

## Nevezetességei
Mršići Szent Fülöp és Jakab kápolnája a helyi temetőben áll.